# Park Znicza w Warszawie
Park Znicza – park w Warszawie, na Grochowie, w dzielnicy Praga-Południe.

## Historia
Powstał w latach 50. w rejonie północnej krawędzi obszaru pozostałego po forcie XI (Grochów Duży) twierdzy Warszawa, którego ślady zatarto ostatecznie w latach 30. Rozciągał się on po obu stronach ulicy Ostrobramskiej. Na terenie tym osiedlili się potem wileńscy wojskowi, budując osiedle Górki Grochowskie o wileńskich nazwach. Reszta okolicy miała charakter małomiasteczkowy o częściowo drewnianej zabudowie i ulicach bez jezdni.
W kwartale ulic: Znicza (stąd nazwa), Filomatów (nazwa dzielnicy czasem w formie Górki Mickiewiczowskie), Zagójska (obecnie Bełżecka) i Łukiska (od rynku Łukiskiego w Wilnie) utworzono park o kształcie latawca z owalną alejką i główną aleją topolową. Nie wiadomo kto i w jakich okolicznościach go zaprojektował. W parku umieszczono pomnik mieszkańców kolonii Górki Grochowskie. Nie znaleziono żadnych dokumentów potwierdzających istnienie na terenie obecnego parku miejsc pochówku żołnierzy poległych w czasie II wojny światowej.
W okresie od sierpnia 2007 do jesieni 2008 miała miejsce rewitalizacja parku, w trakcie której usunięto część starych topoli (ze względu na interwencje mieszkańców mniej niż planowano), wprowadzono nowe nasadzenia, utwardzono alejki i ustawiono nowe latarnie. Ozdobą parku jest fontanna-wodotrysk w kształcie talerza o 20 dyszach, z wodą podświetlaną wszystkimi kolorami tęczy, będąca zegarem wodnym. Na terenie parku powstały też 2 place zabaw - oddzielnie dla maluchów i dzieci starszych, nowe alejki i ławki.
W 2018 znajdujący się w parku obelisk upamiętniający poległych za Ojczyznę i ofiary barbarzyństwa niemieckiego w latach 1939–1945 przeszedł renowację.